# کتزلکوآتلوس
کتزلکوآتلوس(نام علمی: Quetzalcoatlus) نام یک سرده از راسته پتروسور است.
کتزلکوآتلوس یک خزنده بالدار از دورهٔ کرتاسه پسین در آمریکای شمالی است. متعلق به خانوادهٔ اژدرهایان و بزرگ‌ترین جانور پرندهٔ شناخته‌شده است.

## نگارخانه

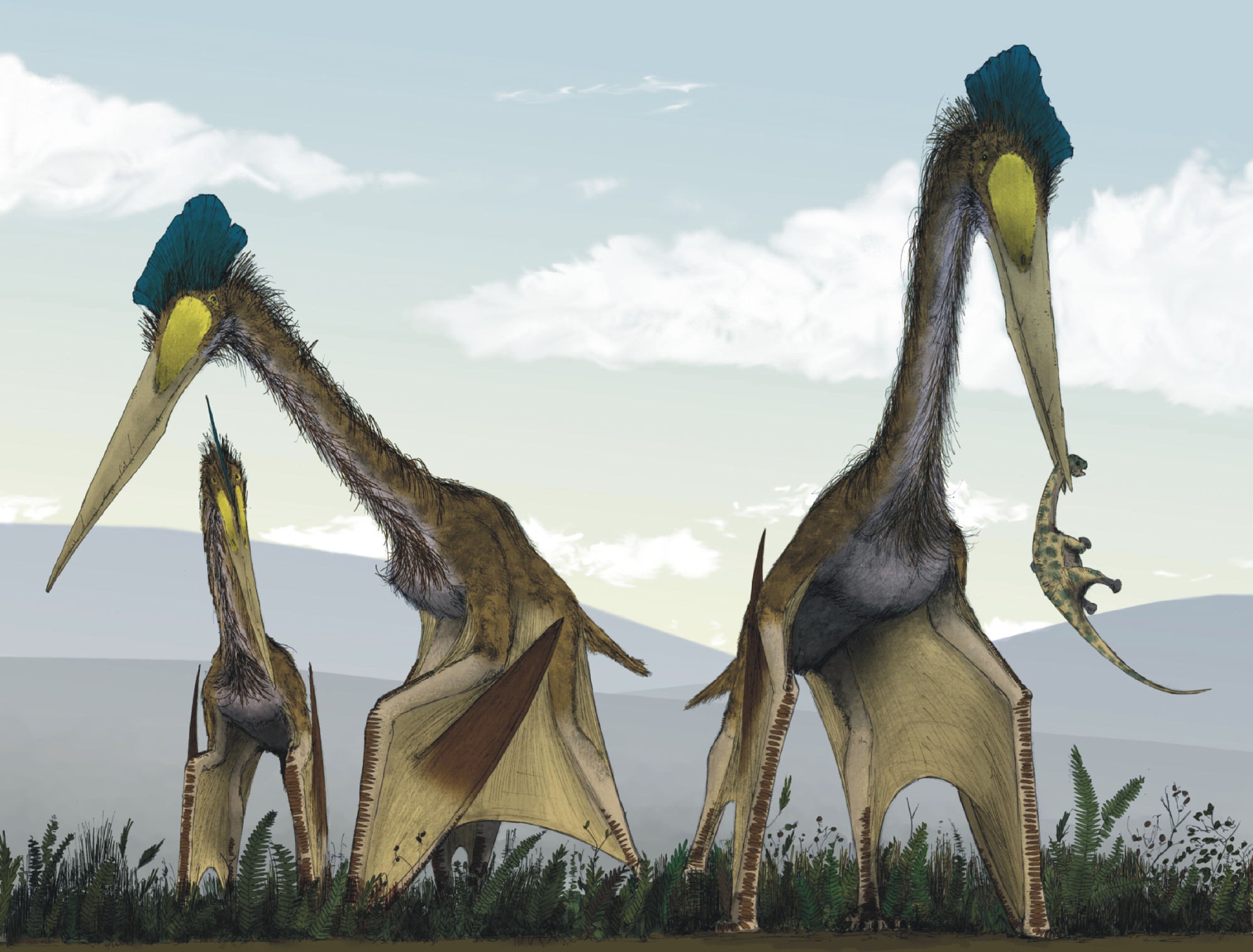
نگاره‌ای پندارین از کتزلکوآتلوس‌ها در حال شکار بچه‌های آلاموسور